# No respires
No respires (Don't Breathe, título original en inglés) es una película estadounidense de terror y acción dirigida por Federico Álvarez y escrita por el mismo Álvarez y Rodo Sayagues. La película está protagonizada por Jane Levy, Stephen Lang, Dylan Minnette y Daniel Zovatto. La película fue estrenada el 26 de agosto de 2016 en Estados Unidos, por Screen Gems Pictures.

## Argumento
Rocky, Alex y Money son tres delincuentes de Detroit que se ganan la vida asaltando casas y robando objetos de valor. Rocky anhela mudarse a California con su hermana pequeña, Diddy, y escapar de su madre maltratadora y de su novio alcohólico. Para frustración del trío, su comprador no les paga lo suficiente por los objetos que traen.
Money recibe un dato de su comprador de que el veterano de la Guerra del Golfo Norman Nordstrom tiene 300,000 dólares en efectivo en su casa de un barrio abandonado de Detroit. Al parecer, se trata de un acuerdo después de que una joven adinerada, Cindy Roberts, matara a la hija de Norman en un accidente de coche. Los tres espían la casa y se enteran de que Norman es ciego.
Por la noche, la banda se acerca a la casa, droga al rottweiler de Nordstrom y luego irrumpe en ella. Money coloca una botella de gas somnífero en el dormitorio de Nordstrom. Al ver una puerta cerrada en el sótano, supone que el botín está escondido allí y dispara a la cerradura. El ruido despierta a Nordstrom, que domina a Money, coge la pistola y lo mata mientras Rocky observa en silencio.
Rocky es testigo de cómo Nordstrom abre una caja fuerte oculta para comprobar sus objetos de valor. Cuando él se marcha, ella la abre y se lleva el dinero. Sin embargo, encuentra sus zapatos y los de Alex y se da cuenta de que hay más intrusos, luego regresa para encontrar la caja fuerte vacía.
Rocky y Alex evaden a Nordstrom y entran en el sótano. Allí encuentran a una mujer embarazada atada y amordazada que se revela como Cindy Roberts. Rocky y Alex la liberan e intentan abrir la puerta del sótano. Nordstrom les dispara, matando accidentalmente a Cindy. Se derrumba y llora desconsolado sobre su cuerpo. Nordstrom apaga entonces las luces, sumiendo el sótano en la oscuridad. Tras una persecución a ciegas y un forcejeo, Alex le noquea y huyen escaleras arriba.
Tras bloquear la puerta del sótano, se encuentran con el perro, que se ha despertado, y huyen al dormitorio. Rocky escapa de la habitación por un conducto de ventilación. Alex cae por la ventana sobre una claraboya y queda inconsciente. Cuando despierta, Nordstrom sale disparado por la claraboya y lo acorrala en el lavadero, apuñalándolo con unas tijeras de jardinería. El perro persigue a Rocky por los conductos de ventilación antes de ser capturada por Nordstrom.
Rocky se despierta inmovilizada en el sótano. Nordstrom le revela que Cindy estaba embarazada de un "sustituto" de su hija. Se dispone a inseminarla artificialmente con una jeringuilla y promete dejarla marchar cuando le dé un hijo. Alex, que sobrevivió engañando a Nordstrom para que apuñalara el cadáver de Money, salva a Rocky y esposa a Nordstrom.
Rocky y Alex intentan salir por la puerta principal. Nordstrom se libera y mata a Alex de un disparo. Rocky huye mientras el perro la persigue. Lo atrapa en el maletero de su coche pero vuelve a ser capturada por Nordstrom. Tras ser arrastrada de nuevo al interior de su casa, le desorienta activando el sistema de alarma, después le golpea repetidamente en la cabeza con una palanca y le empuja al sótano. El arma se dispara en el costado de Nordstrom mientras éste cae. Creyéndole muerto, Rocky escapa antes de que llegue la policía.
Más tarde, Rocky y Diddy ven un reportaje sobre el incidente. Se informa de que Nordstrom, que se recupera en el hospital y se encuentra estable, ha matado a dos intrusos (Alex y Money) en defensa propia. No menciona a Rocky, Cindy ni el dinero robado. Rocky y Diddy suben a un tren con destino a Los Ángeles.

## Reparto
- Stephen Lang como el hombre ciego.[3]
- Jane Levy como Rocky.[4]
- Dylan Minnette como Alex.[5]
- Daniel Zovatto como Money.[6]
- Sergej Onopko como Trevor.
- Jane May Graves como Rebecca.
- Jon Donahue como Mathew.
- Katia Bokor como Ginger.
- Franciska Törőcsik como Cindy Roberts
- Emma Bercovici como Diddy.

## Producción

### Desarrollo
El 30 de octubre de 2014 se anunció que Federico Álvarez dirigiría la película. El 1 de mayo de 2015 Daniel Zovatto se unió al elenco. El 22 de mayo de 2015 Dylan Minnette fue incluido al reparto de la película. El 18 de junio de 2015 Jane Levy y Stephen Lang se unieron al elenco.

### Rodaje
La fotografía principal comenzó el 29 de junio de 2015.

## Estreno
La película fue estrenada el 26 de septiembre de 2016, por Screen Gems Pictures.
En Uruguay fue estrenada el 8 de septiembre de 2016.

## Recepción
La película ha recibido reseñas positivas de parte de la crítica y de la audiencia. En el sitio web Rotten Tomatoes la película tiene una aprobación de 86%, basada en 168 reseñas, con una calificación de 7,1/10. El consenso de la crítica dice: «No respires le da un giro muy inteligente a una premisa familiar para ofrecer una adición muy tensa y escalofriante al género de "home invasion", la cual resulta ser muy efectiva debido a su simplicidad».
En Metacritic, la película tiene una puntuación de 71 de 100, basada en 38 reseñas, indicando «reseñas generalmente favorables». Los usuarios de IMDb, le han dado una calificación de 7.6 basada en más de 32000 votos. Los usuarios de Filmaffinity han otorgado una puntuación de 6,7/10 sobre un total de casi 4000 votos.